# Ozero Zhalpaksor
Ozero Zhalpaksor är en saltsjö i Kazakstan. Den ligger i den nordöstra delen av landet, 300 km nordost om huvudstaden Astana. Arean är 7,7 kvadratkilometer.